# كريستي غيلمور
كريستي غيلمور (بالإنجليزية: Kirsty Gilmour) هي لاعبة كرة الريشة بريطانية، ولدت في 21 سبتمبر 1993 في بلزهيل ‏ في المملكة المتحدة.

## وصلات خارجية
- كريستي غيلمور على موقع BWF.tournamentsoftware.com (الإنجليزية)
- كريستي غيلمور على موقع BWFbadminton.com (الإنجليزية)
- كريستي غيلمور على موقع اللجنة الأولمبية الدولية (الإنجليزية)
- كريستي غيلمور على موقع أوليمبيديا (الإنجليزية)
- كريستي غيلمور على موقع اللجنة الأولمبية البريطانية (الإنجليزية)
- كريستي غيلمور على موقع اللجنة الأولمبية البريطانية (الإنجليزية)
- كريستي غيلمور على موقع اتحاد ألعاب الكومنولث (مؤرشف) (الإنجليزية)